# Andrzej Żyła
Andrzej Żyła (ur. 24 listopada 1946 w Miłkowie) – saneczkarz, bobsleista, działacz sportowy, trener, olimpijczyk z Innsbrucku 1976.
Mistrz Polski w saneczkowych dwójkach (1973). Czterokrotny uczestnik mistrzostw świata w saneczkarstwie, podczas których startował w jedynkach zajmując najlepsze (10) miejsce w roku 1974. Uczestnik mistrzostw Europy w saneczkarstwie (1971, 1973, 1974, 1975), w których osiągnął 5. miejsce w 1974 roku.
Wystartował w 1985 roku w mistrzostwach świata w bobslejowych czwórkach zajmując 10. miejsce. Na igrzyskach olimpijskich w 1976 roku zajął 10. miejsce w saneczkowych dwójkach. Wielki propagator sportu bobslejowego w Polsce.